# Korven Kuningas
Korven Kuningas is het vijfde album van de Finse folkmetalband Korpiklaani. Het album is uitgebracht op 21 maart 2008.

## Tracklist
| Nr. | Titel                                 | Duur  |
| --- | ------------------------------------- | ----- |
| 1.  | Tapporauta                            | 4:12  |
| 2.  | Metsämies                             | 3:00  |
| 3.  | Keep on Galloping                     | 4:09  |
| 4.  | Northern Fall                         | 3:04  |
| 5.  | Shall We Take a Turn                  | 3:27  |
| 6.  | Paljon On Koskessa Kiviä              | 3:44  |
| 7.  | Ali Jäisten Vetten                    | 4:08  |
| 8.  | Gods on Fire                          | 3:48  |
| 9.  | Nuolet Nomalan (Digipack bonus track) | 3:02  |
| 10. | Kantaiso                              | 4:08  |
| 11. | Kipumylly                             | 3:50  |
| 12. | Suden Joiku                           | 4:22  |
| 13. | Runamoine                             | 4:03  |
| 14. | Syntykoski Syömmehessäin              | 3:05  |
| 15. | Korven Kuningas                       | 21:56 |